# Cronologia da Guerra Mexicano-Americana
Esta é uma cronologia da Guerra Mexicano-Americana.

## 1810
- 25 de julho: A República da Flórida Oeste.
- 16 de setembro de 1810 a 24 de agosto de 1821: Guerra Mexicana da Independência.
- 27 de outubro: Flórida Oeste é anexada pelos Estados Unidos.

## 1811
- 22 de janeiro a 2 de março: Revolta de Casas.
- 21 de outubro: Presidente americano Madison ordena tropas americanas em New Orleans para ocupar o território oeste de Pedido River.

## 1813
- 29 de março: Batalha de Rosillo.
- 3 de abril: Salcedo, Herrera e doze outros prisioneiros são executados.
- 6 de abril: Declaração de Independência estabelece a República de Texas.
- 20 de junho: Batalha de Alazan.
- 18 de agosto: Batalha de Medina.

## 1846
- 8 de maio: Batalha de Palo Alto.
- 9 de maio: Batalha de Resaca de la Palma.
- 13 de maio: Estados Unidos declaram guerra ao México. Início da Guerra Mexicano-Americana.
- 18 de maio: Tropas americanas ocupam Matamoros, Tamaulipas.
- 23 de maio: México declara guerra aos Estados Unidos.
- 4 de julho: Capitão John C. Fremont proclama a independência da Califórnia.
- 7 de julho: Batalha de Monterey. Esquadra americana ocupa Monterey, Califórnia.
- 14 de julho: Tropas americanas ocupam Camargo, Tamaulipas.
- 22 de agosto: Novo México é anexado.
- 21 a 23 de setembro: Batalha de Monterrei, Nuevo León.
- 16 de novembro: Tropas americanas ocupam Saltillo. Batalha de Natividad, Califórnia.
- 6 de dezembro: Batalha de San Pasqual, Califórnia.
- 25 de dezembro: Batalha de El Brazito, Novo México.

## 1847
- 2 de janeiro: Batalha de Santa Clara.
- 8 de janeiro: Batalha do Rio San Gabriel.
- 9 de janeiro: Batalha de La Mesa (Los Angeles).
- 24 de janeiro: Batalha de Mora.
- 24 de janeiro: Batalha de Cañada.
- 29 de janeiro: Batalha de Passo Embudo.
- 23 de fevereiro: Batalha de Buena Vista.
- 28 de fevereiro: Batalha do Rio Sacramento.
- 18 de abril: Batalha de Cerro Gordo.
- 19 de agosto: Batalha de Contreras.
- 20 de agosto: Batalha de Churubusco.
- 8 de setembro: Batalha de Molino del Rey.
- 13 a 14 de setembro: Batalha da Cidade do México.
- 13 de setembro: Batalha de Chapultepec.
- 14 de setembro de 1847 a 12 de junho de 1848: Americanos ocupam a Cidade do México.

## 1848
- 2 de fevereiro: Tratado de Guadalupe Hidalgo é assinado pelos Estados Unidos e pelo México. Fim da Guerra Mexicano-Americana.
- 16 de março: Batalha de Santa Cruz de Rosales.

## 1861
- 25 de janeiro: Benito Juárez é reeleito como presidente do México.
- 31 de outubro: A França, a Grã-Bretanha e a Espanha assinam Tratado de Londres.